# Кордон, Одри
Одри Кордон-Раго, урождённая Кордон (фр. Audrey Cordon-Ragot, род. 22 сентября 1989, Понтиви) — французская профессиональная велогонщица. Член команды Vienne Futuroscope с 2008 по 2013 годы. С 2019 года выступала в составе команды категории UCI Women's WorldTeam Trek-Segafredo. Гонщица любительской команды VCP Loudéac. В списке её достижений — несколько титулов чемпиона Франции по шоссейному и трековому велоспорту.

## Карьера

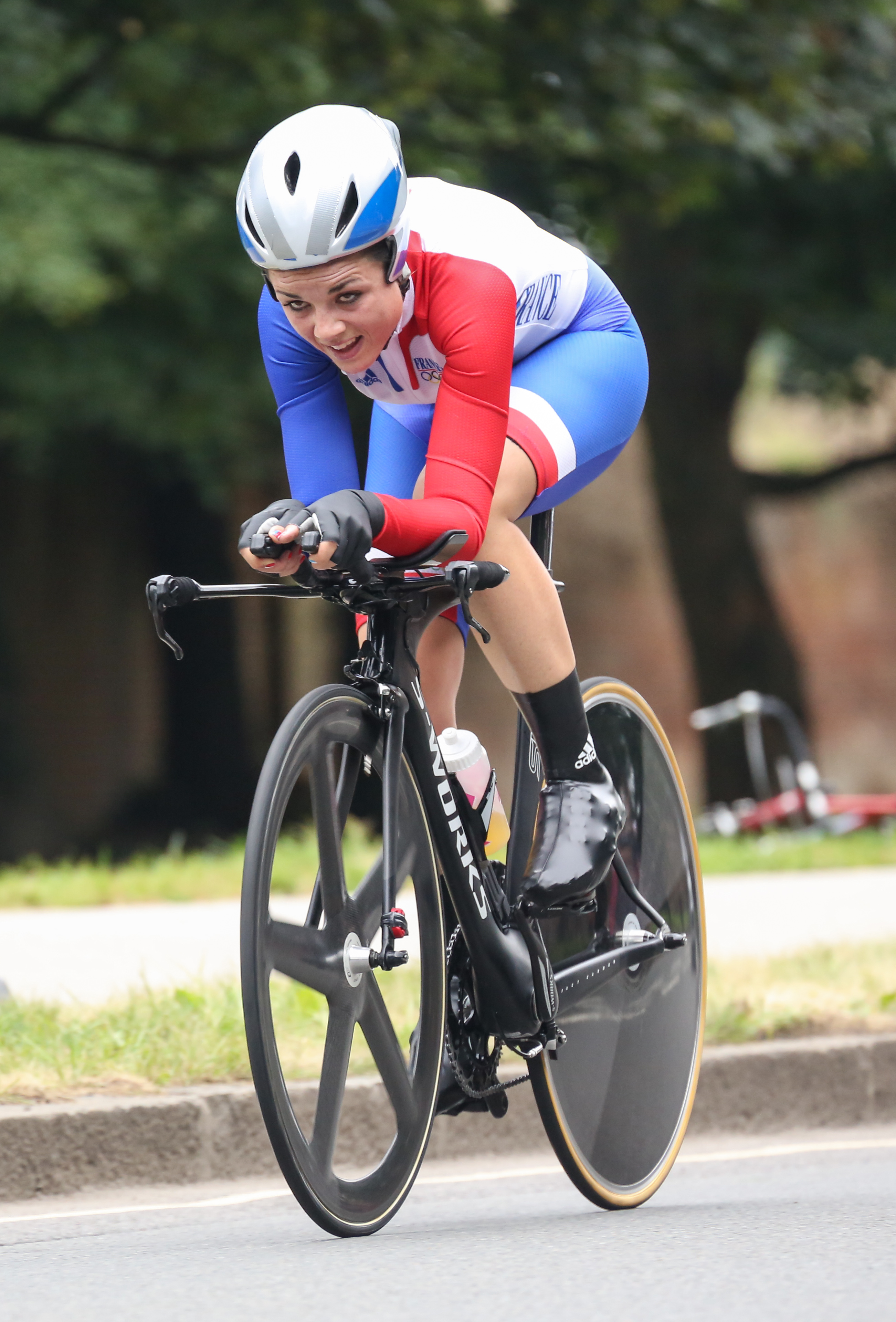
Одри Кордон участвует в индивидуальной гонке на Олимпийских играх 2012 года в Лондоне

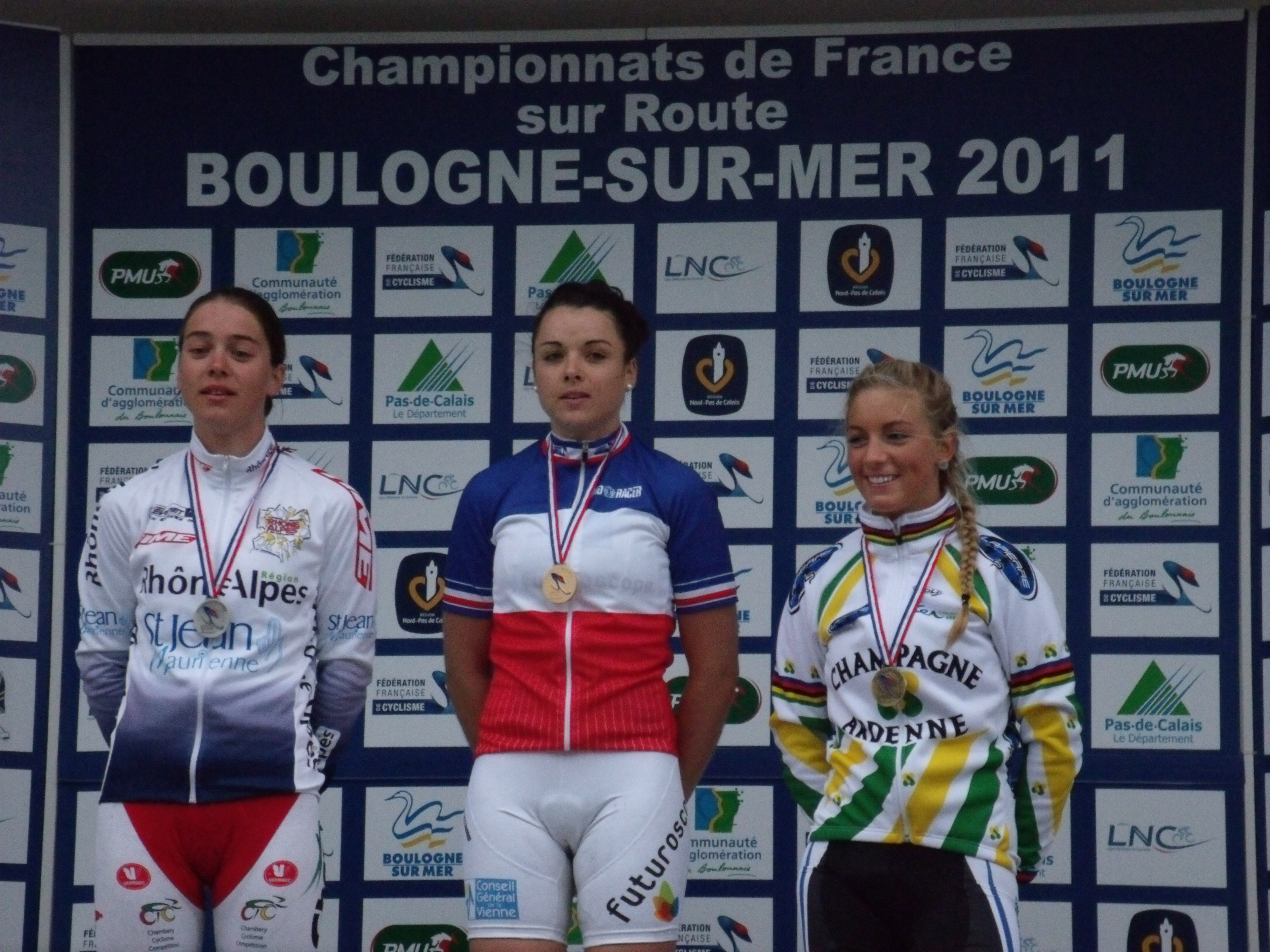
Рива, Амели, Одри Кордон и Полин Ферран-Прево на подиуме Чемпионат Франции по шоссейному велоспорту 2011 среди спортсменов до 23 лет (2011).

### Дебют в велоспорте и первые победы
Одри Кордон-Раго погрузилась в мир велоспорта с детства: её отец и дядя участвовали в гонках на любительском уровне. В возрасте десяти лет она начала заниматься велоспортом в различных категориях велошколы, которую она посещала.
В сезоне 2006 года, в свой первый год в качестве юниора, она заняла второе место на подиуме в шоссейной гонке на Чемпионате Франции среди юниоров. Это выступление позволило ей отобраться на Чемпионат мира по шоссейному велоспорту в своей категории.
В 2007 году, будучи студенткой второго курса, она стала лучшей французской юниоркой. Она стала чемпионкой Франции в индивидуальной гонке и заняла четвёртое место на чемпионате Европы. Осенью она выиграла Хроно Наций среди юниоров.

### 2008—2013: Vienne Futuroscope
В команде Vienne Futuroscope Одри Кордон выступала с 2008 года. В сентябре Кордона завоевала серебряную медаль на чемпионате Европы по трековому велоспорту среди спортсменов до 23 лет в командной гонке преследования вместе с Элоди Генриетт и Паскаль Жёлан.
В сезоне 2009 года она заняла третье место в чемпионате Франции по шоссейному велоспорту среди спортсменов до 23 лет.
Одри Кордон также заняла эту позицию по итогам чемпионата Франции по шоссейному велоспорту среди спортсменов до 23 лет в следующем году. Она также стала третьей в Кубке Франции по шоссейному велоспорту 2010.
В 2011 году на чемпионате Франции по шоссейному велоспорту среди спортсменов до 23 лет Кордон одержала двойную победу, выиграв шоссейную и индивидуальную гонки. В том году она также выиграла первый этап Тура Приморской Шаранты.
В 2012 году она выиграла Шоле — Земли Луары, оторвавшись на последнем круге. В мае она выиграла Гран-при Плюмелек, опередив в спринте Од Бьянник. Она завоевала серебряную медаль вслед за Полин Ферран-Прево на чемпионате Франции в индивидуальной гонке с раздельным стартом. Она также заняла третье место в Призе города Монт-Пюжоль.
На летних Олимпийских играх 2012 года она участвовала в женской групповой гонке, но финишировала с превышением лимита времени. В индивидуальной женской гонке она заняла 15-е место.
В 2013 году Одри Кордон выиграла Тур Бретани и заняла несколько мест в шоссейных гонках, таких как Шоле — Земли Луары, где она финишировала второй.

### 2014: Hitec Products

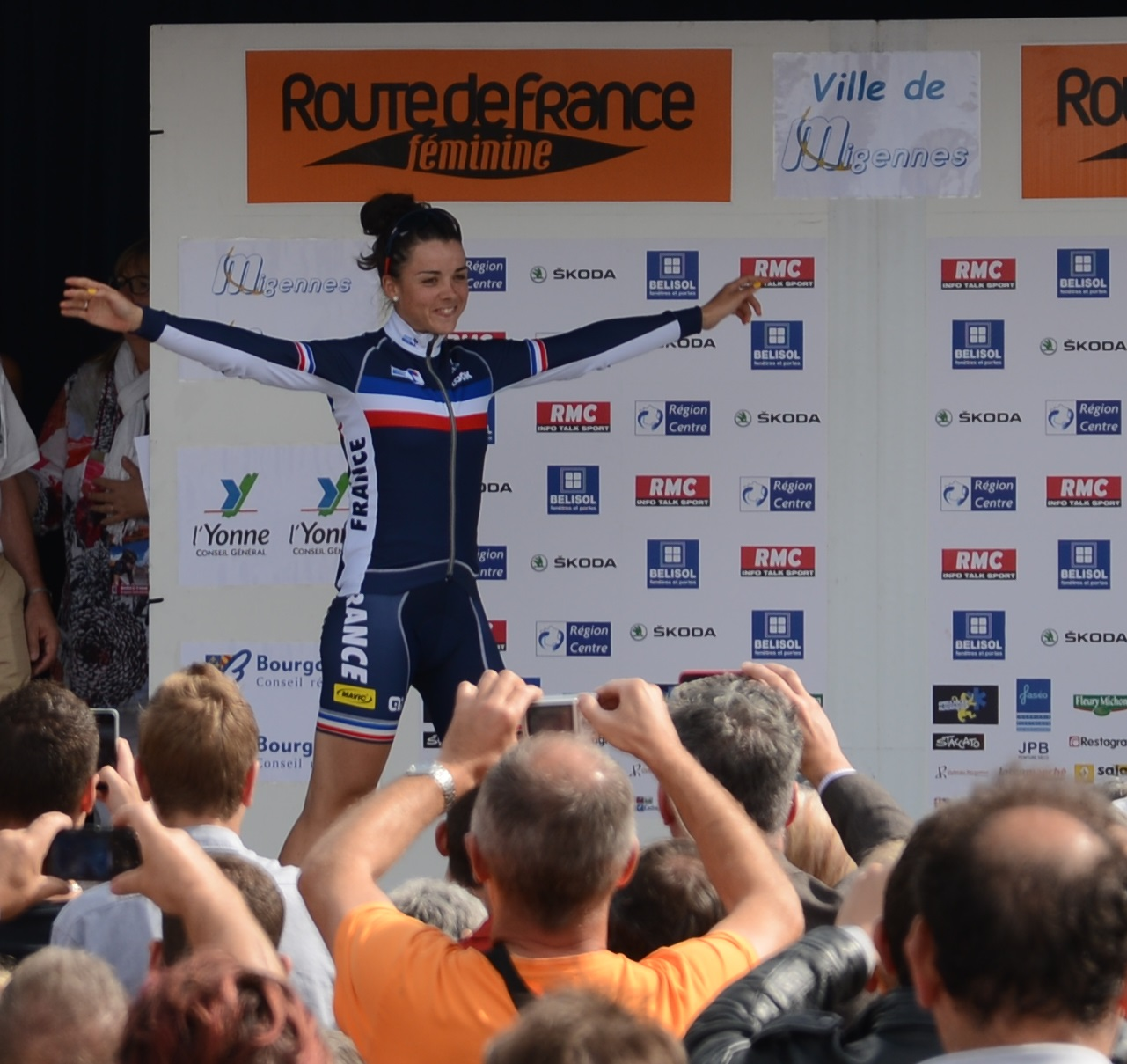
Одри Кордон на подиуме Рут де Франс 2014 (2014).

В марте Одри Кордон заняла третье место в гонке Омлоп ван хет Хегеланд, отстав на четыре секунды от Элизабет Армитстед и Эммы Юханссон. Она заняла пятое место в Гран-при де Шоле.
В течение года она выиграла Гран-при «Plumelec-Morbihan Dames», «Классику Вьенны — Пуату — Шаранты» и этапы Рут де Франс (на котором она финишировала четвёртой) и Тур Бретани. На чемпионате мира по шоссейным велогонкам 2014 года она заняла лишь 23-е место в индивидуальной гонке с раздельным стартом, но оказалась очень полезной для Полин Ферран-Прево, которая стала чемпионкой мира в групповой гонке, опередив в спринте Лизу Бреннауэр и Эмму Юханссон.
В октябре 2014 года было объявлено, что Кордон-Раго присоединится к норвежской команде Wiggle-Honda в 2015 году в качестве супердоместика, вслед за своей коллегой по Team Hitec Products, Элизой Лонго Боргини.

### 2015: Wiggle Honda Pro Cycling
В 2015 году она была членом команды Wiggle Honda Pro Cycling, снова вместе с Элизой Лонго Боргини. В Шоле — Земли Луары она участвовала вместе с Амели Рива и Мириам Бьорнсруд и обошла их в спринте. В июне она выиграла титул победительницы индивидуальной гонки Чемпионата Франции в Шантонне (департамент Вандея). В этот раз она обошла Од Бьянник и обладательницу титула, Полин Ферран-Прево. В конце сезона она была отобрана на чемпионат мира по шоссейным велогонкам в Ричмонде.

### 2016: Wiggle High5
30 января она сломала ключицу во время велокросса в Топоне.
Она участвовала в летних Олимпийских играх 2016 года в Рио-де-Жанейро. В групповой гонке она заняла 37-е место, в индивидуальной гонке с раздельным стартом — 24-е.
В 2016 году она выиграла национальный Чемпионат Франции по шоссейному велоспорту в индивидуальной гонке.

### 2017: Wiggle High5
На Амстел Голд Рейс, на втором подъёме на Кауберг, от пелотона оторвалась группа из восьми гонщиков, включая Элизу Лонго Боргини. Их быстро догнали. Затем Эми Питерс пошла в атаку. К ней присоединились Одри Кордон, Роксана Фурнье и Татьяна Рябченко. Пелотон настиг их у подножия третьего подъёма на Кауберг. Одри Кордон заняла 12-е место. Она была одиннадцатой в гонке Флеш Валонь Фамм и шестнадцатой в гонке Льеж — Бастонь — Льеж Фамм.
Одри Кордон сохранила свой титул чемпионки Франции по велоспорту в индивидуальной гонке с раздельным стартом. В октябре она победила в Хроно Наций.
В 2017 году она выиграла майку горной классификации Вуменс Тур.

### 2018: Wiggle High5
На гонке Амстел Голд Рейс в проезде Кёйтенберга на пятьдесят четвёртом километре произошёл отрыв. На вершине образовалась группа из восьми гонщиц. В ней была Одри Кордон. Преимущество отрыва увеличилось до двух с половиной минут. На предпоследнем подъёме на Кауберг Хантал Блак ускоряется, за ней следуют только Алексис Райан и Аманда Спратт. Позади них Бранд, Кордон и Маркус объединяют усилия и возвращаются в лидеры. Затем Одри Кордон провела атаку, но Хантал Блак догнала её. В финале Одри Кордон вырвалась вперед, чтобы избежать возвращения Лотты Лепистё и Джорджии Бронцини. Одри Кордон в итоге заняла шестое место. В июне она сохранила свой титул в индивидуальной гонке.
В августе на чемпионате Европы по шоссейным гонкам Одри Кордон заняла четвёртое место в индивидуальной гонке. В сентябре, на Madrid Challenge by La Vuelta, Wiggle High5 заняла второе место в первой командной гонке, отстав от Sunweb на 18 секунд. В шоссейной гонке Росселла Ратто атаковала в середине дистанции. К ней присоединились ещё несколько гонщиц. Их было девятнадцать, и они имели преимущество до одной минуты. Эллен ван Дейк, Одри Кордон и Илария Сангинети получают очки и бонусы в промежуточных спринтах. Эта группа борется за победу. Одри Кордон занимает пятое место в спринте. Благодаря бонусам она заняла третье место в генеральной классификации. В Хроно Наций Одри Кордон стала третьей, отстав на тридцать пять секунд от Ольги Забелинской.

### 2019—2022: Trek-Segafredo

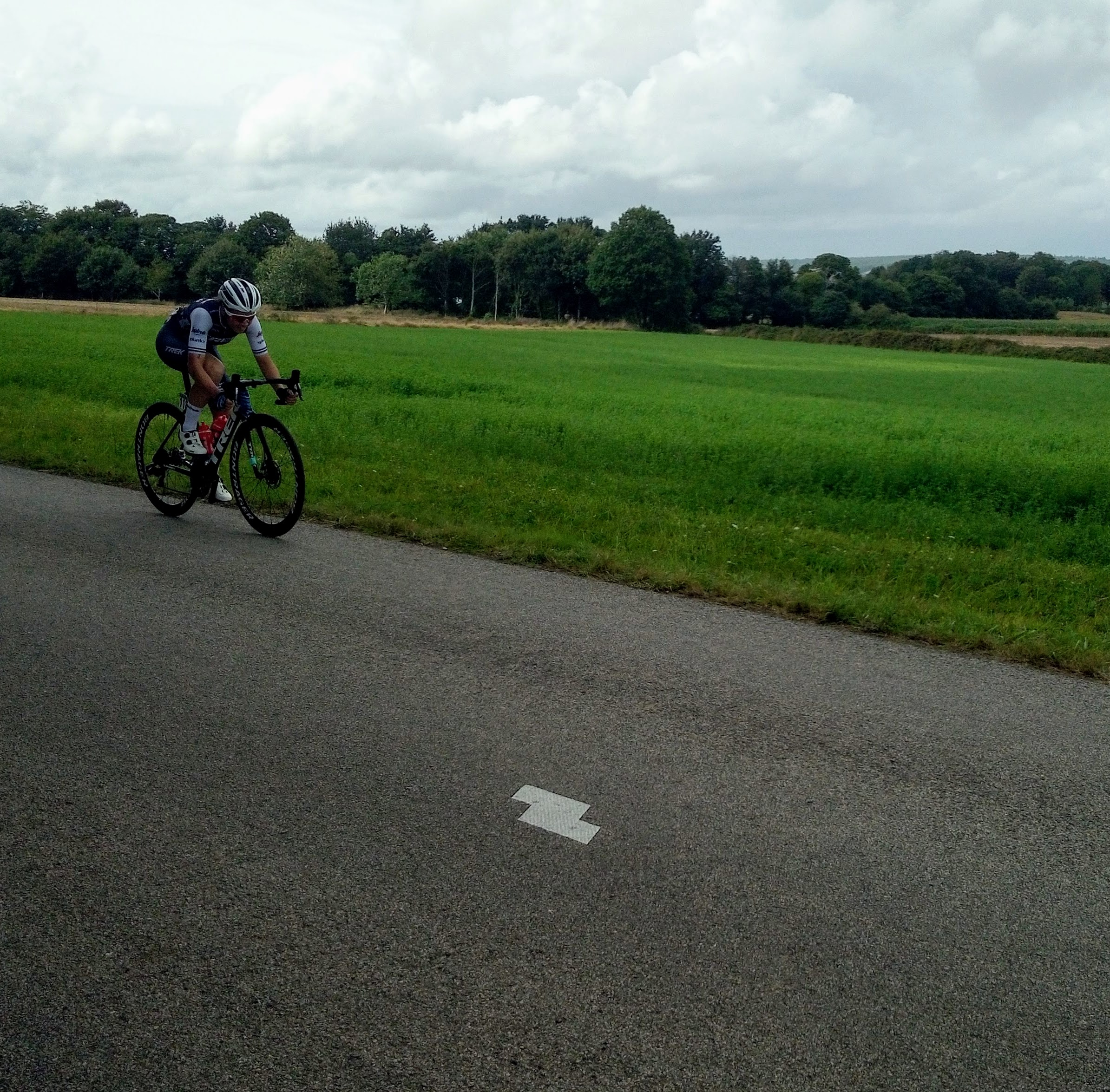
Одри Кордон-Раго на чемпионате Франции менее чем в километре от финиша, где она одержала победу, 2020.

На Drentse 8 команда Trek-Segafredo, воспользовавшись сильным ветром, создала отрыв в середине дистанции с Лоттой Лепистё, Эллен ван Дейк и Одри Кордон-Раго в лидерах. Их преимущество над пелотоном быстро росло и на финише достигло двенадцати минут. За двенадцать километров до финиша Одри Кордон-Раго и Эллен ван Дейк атаковали по очереди. Наконец, француженке удалось выйти вперёд и выиграть гонку в одиночку.
Одри Кордон-Раго была участницей команды Trek-Segafredo, которая выиграла командную гонку на Опен Воргорда TTT. На первом этапе Тура Бельгии, когда до финиша оставалось пятьдесят километров, Мике Крёгер пошла в атаку. Её сопровождали Одри Кордон-Раго, выступающая за Францию, и Лотте Копеки. Их сотрудничество позволило им упрочить лидерство на этапе. На последнем километре Одри Кордон-Раго перешла в наступление. Мике Крёгер использует возможность контратаки. Благодаря трёхминутному отрыву немецкая гонщица лидирует в общем зачёте. Одри Кордон занимает пятое место на последнем этапе и третье место в общем зачёте.
В конце августа 2020 года она была отобрана в состав французской команды для участия в чемпионате Европы по шоссейному велоспорту, организованном в Плуэ (департамент Морбиан). Она заняла четвёртое место в этой гонке, которую она оспаривала с Кевином Вокленом, Донаваном Гронденом, Жюльеном Дювалем, Маэль Гроссете и Эжени Дюваль.
В сентябре Кордон-Раго была отобрана для участия в индивидуальной и групповой гонках на чемпионате мира.
В конце августа на чемпионате Франции отрыв из восьми гонщиков образовался за 23 километра до финиша. В их составе была Одри Кордон-Раго. Несмотря на присутствие трёх гонщиков из команды FDJ и трёх гонщиков из команды Arkéa, ей удалось обойти всех своих соперников за десять километров до финиша и победить в одиночку. Это был её первый титул в групповой гонке женской элиты французского чемпионата.
В ноябре 2020 года она продлила свой контракт с Trek-Segafredo до 2022 года.
В Трофее Альфредо Бинды — коммуны Читтильо Одри Кордон-Раго попыталась оторваться в начале гонки. За три круга до финиша Паулина Ройяккерс сошла с дистанции вместе с Татьяной Гудерзо. Преимущество лидеров достигло двадцати шести секунд. На подъёме в Орино преимущество составляло несколько секунд. Одри Кордон-Раго и Марта Кавалли вырвались вперёд, но преимущество оставалось небольшим, и перед пересечением линии финиша их снова настигли. На Туре Фландрии, на вершине Канариенберга, Одри Кордон-Раго шла одна. Её догнали у подножия Куаремон.
17 июня 2021 года Одри Кордон-Раго выиграла титул чемпионки Франции в индивидуальной гонке с раздельным стартом, опередив Жюльетт Лабу. Через два дня она заняла второе место в шоссейной гонке, уступив Эвите Мюзик. «Я спринтовала как новичок, как юниор», — прокомментировала Одри Кордон.
Во время Олимпийских игр 2020 года в Токио она была консультантом Eurosport 1 и комментировала соревнования по шоссейному велоспорту вместе с Жаки Дюран и Гийомом Ди Грациа.
На Классике Сан-Себастьяна Одри Кордон присоединилась к отрыву, который образовался в Яизкибеле. Их преимущество достигло двух минут, но под натиском команды Movistar оно составило всего сорок секунд у подножия последнего подъёма. Одри Кордон-Раго пошла в атаку. Аннемик ван Влёйтен и Рут Уиндер присоединились к ней и обошли её. Одри Кордон-Раго заняла восьмое место.
На чемпионате Европы она атаковала в скоростном спуске на втором круге. Её догнал пелотон, возглавляемый командами Нидерландов и Бельгии. За восемьдесят километров до финиша Одри Кордон-Раго повторила свою атаку. У неё было двадцатисекундное преимущество, но её снова догнали. Она также была активна во время чемпионата мира.
Она была отобрана для участия в групповой и индивидуальной гонке на чемпионате Европы 2022 года.
В сентябре 2022 года Кордон-Раго объявила через Твиттер, что она не будет выступать с французской сборной на Чемпионате мира по шоссейным гонкам 2022 года в Австралии, как ожидалось, по состоянию здоровья; позже в пресс-релизе было объявлено, что Кордон-Раго перенесла инсульт.

### 2023
Проведя четыре сезона в команде Trek-Segafredo, Кордон-Раго должна была присоединиться к недавно созданной женской команде Жерома Пино B&B Hotels на сезон 2023 года. Из-за финансовых проблем команда не была создана, и Кордон-Раго в итоге подписала контракт с командой Zaaf Cycling Team на сезон 2023 года.

## Личная жизнь
10 октября 2014 года она вышла замуж за велосипедиста, Винсента Раго.

## Достижения

### Шоссе

#### По годам
2007
Хроно Наций
2009
3-я на Чемпионате Франции — групповая гонка U23
2010
Кубок Франции — молодёжная классификация
3-я на Кубке Франции
3-я на Чемпионате Франции — групповая гонка
3-я на Призе города Монт-Пюжоль
3-я на Гран-при Франции
2011
 Чемпионат Франции — групповая гонка U23
 Чемпионат Франции — индивидуальная гонка U23
3-я на Чемпионат Франции — индивидуальная гонка
1-й этап Тура Приморской Шаранты
2012
Кубок Франции
Гран-при Плюмелек — Морбиан
Шоле — Земли Луары
Классика Вьенна Новая Аквитания
2-я на Чемпионате Франции — индивидуальная гонка
3-я на Призе города Монт-Пюжоль
3-я на Гран-при Эна
2013
Тур Бретани
Классика Вьенна Новая Аквитания
2-я на Чемпионате Франции — индивидуальная гонка
2-я на Шоле — Земли Луары
2014
Гран-при Плюмелек — Морбиан
Классика Вьенна Новая Аквитания
4-й этап Тура Бретани
Рут де Франс феминин
4-я в генеральной классификации
5-й этап
2-я на Чемпионате Франции — индивидуальная гонка
3-я на Кубке Франции
3-я на Омлоп ван хет Хегеланд
2015
 Чемпионат Франции — индивидуальная гонка
Шоле — Земли Луары
2-я на Чемпионате Франции — групповая гонка
2016
 Чемпионат Франции — индивидуальная гонка
3-я на Чемпионате Франции — групповая гонка
5-я на Чемпионате Европы — индивидуальная гонка
2017
 Чемпионат Франции — индивидуальная гонка
Хроно Наций
Гран-при Треве — Ле-Менек — Лудеак
018
 Чемпионат Франции — индивидуальная гонка
Гран-при Треве — Ле-Менек — Лудеак
3-я на La Madrid Challenge by La Vuelta
3-я на Хроно Наций
4-я на Чемпионате Европы — индивидуальная гонка
6-я на Амстел Голд Рейс
6-я на Туре Гуанси
2019
Тур Бретани
Тур Дренте
Гран-при Треве — Ле-Менек — Лудеак
Опен Воргорда TTT
2-я на Чемпионате Франции — индивидуальная гонка
3-я на Туре Бельгии
2020
 Чемпионат Франции — групповая гонка
3-й этап Тура Ардеш
1-й этап Джиро Роза (TTT)
2-я на Чемпионате Франции — индивидуальная гонка
5-я на Чемпионате Европы — групповая гонка
10-я на Чемпионате Европы — индивидуальная гонка
2021
 Чемпионат Франции — индивидуальная гонка
2-я на Чемпионате Франции — групповая гонка
8-я на Классике Сан-Себастьяна
8-я на Париж — Рубе Фамм
2022
 Чемпионат Франции — групповая гонка
 Чемпионат Франции — индивидуальная гонка
Опен Воргорда TTT
Опен Воргорда RR
Холланд Ледис Тур
2-я в генеральной классификации
5-й этап (ITT)
3-я на Балуаз Ледис Тур
4-я на Чемпионате Европы — индивидуальная гонка
10-я на Гран-при Плуэ — Бретань

#### Гранд-туры
| Гонка / Год       | 2014           | 2015           | 2016           | 2017           | 2018           | 2019           | 2020           | 2021           | 2022 |
| ----------------- | -------------- | -------------- | -------------- | -------------- | -------------- | -------------- | -------------- | -------------- | ---- |
| Джиро Роза        | 33             | DNF-2          | 44             | 50             | 53             | 99             | OTL-6          | —              | —    |
| Тур де Франс Фамм | не проводилась | не проводилась | не проводилась | не проводилась | не проводилась | не проводилась | не проводилась | не проводилась | 78   |

### Трек

#### Чемпионат Европы
2008
 командная гонка преследования U23

#### Чемпионат Франции
2008
3-я в индивидуальной гонке преследования
2012
3-я в командной гонке преследования
3-я в индивидуальной гонке преследования
2013
 Чемпион в индивидуальной гонке преследования
2-я в гонке по очкам

## Рейтинги
| Год                 | 2008  | 2009  | 2010 | 2011  | 2012 | 2013 | 2014 | 2015 | 2016  | 2017 | 2018 | 2019 | 2020 | 2021 | 2022 | 2023  | 2024  |
| ------------------- | ----- | ----- | ---- | ----- | ---- | ---- | ---- | ---- | ----- | ---- | ---- | ---- | ---- | ---- | ---- | ----- | ----- |
| Мировой рейтинг UCI | 222-й | 155-й | -    | 273-й | 85-й | 57-й | 29-й | 86-й | 129-й | 44-й | 36-й | 66-й | 33-й | 62-й | 25-й | 47-й  | 117-й |
| Мировой тур UCI     |       |       |      |       |      |      |      |      | 154-й | 52-й | 30-й | 87-й | 87-й | 51-й | 18-й | 156-й | 133-й |
|                     |       |       |      |       |      |      |      |      |       |      |      |      |      |      |      |       |       |
| Источник: UCI       |       |       |      |       |      |      |      |      |       |      |      |      |      |      |      |       |       |